# Literatura doby Karlovy
Období vlády Karla IV. (1316–1378) znamenalo pro český stát období rozkvětu, a to zvláště po roce 1346, kdy byl Karel IV. korunován římským králem. Centrem říše totiž neučinil žádné z německých měst, ale Prahu. Tento vzestup významu si vyžádal řadu reforem a změn. Pro změny, které Karel IV. prováděl, potřeboval silného spojence – tím se mu stala církev. Ta díky tomu získala velkou moc, což postupně vedlo ke vzniku nesouhlasných názorových proudů, které později vyústily v husitství (viz též Česká literatura v období husitství).
Poměrně málo literárních děl z této doby je psáno česky, což je důsledek toho, že vyšší šlechtické kruhy používaly latinu, němčinu a okrajově i francouzštinu, kruhy církevní latinu. Užívání češtiny v literárních dílech se tak omezilo na díla vytvořená měšťany. Teprve o této době tak lze říct, že do literatury výrazně vstupuje i měšťanstvo, což s sebou přináší tzv. demokratizaci písemnictví. Kromě demokratizace lze pak v literatuře pozorovat i proces tzv. laicizace (zesvětštění a částečný ústup náboženských témat dobovým problémům), která souvisí s tím, že literatura už zdaleka nebyla jen záležitostí kněží a mnichů.

## Německy psaná literatura
Německy psaná díla byla v této době také populární, německy psaná díla vznikala např. i na dvoře císaře Karla IV. Jan ze Středy překládal latinskou poezii do němčiny, např. 'Písmo sv. Hieronyma' ('Hieronymus-Briefe'), knihu modliteb pro každou denní dobu tzv. 'Hodinky' ('Das Stundenbuch') a další.
Z doby po smrti Karla IV. se nám dochovalo dílo Jana ze Žatce (Johannes von Tepl, Johannes von Saaz), který napsal kolem roku 1400 svár 'Oráč z Čech' ('Ackermann aus Boehmen'). Tato německy psaná skladba měla obrovský vliv na jeden ze skvostů staročeské literatury na 'Svár milence s Neštěstím' fiktivního autora Ludvíka Tkadlečka. Dílo vzniklo kolem roku 1407, tzn. 30 let po smrti Karla IV., a patří k nejsložitějším dílům české literatury vůbec.

## Francouzsky psaná literatura
Francouzsky psaná literatura se prosadila především u královského dvora, jednalo se o milostnou poezii.
Francouzsky psal především Václav Český, bratr Karla IV.

## Latinsky psaná literatura
Latinsky psal svá díla Karel IV., dále tak byly psány kroniky, které na jeho popud psali tito kronikáři: Přibík Pulkava z Radenína, Jan Marignola a Beneš Krabice z Weitmile – tyto kroniky nesplnily očekávání, nedosahují kvalit kroniky Kosmovy, ze které většinou vycházely, ačkoliv Karel IV. kronikářům poskytl nejlepší podmínky a přístup k písemným památkám, z nichž některé se pro pozdější kronikáře ani nezachovaly. Za nejlepší z nich bývá považována kronika Přibíkova.
Latina byla nadále dominantní na univerzitě, kde vznikají legendy, lyrika (duchovní i světská), próza a tzv. žákovská poezie. Z odborné literatury je třeba vyzdvihnout lexikologa a lexikografa Bartoloměje z Chlumce, zvaného Klaret.

## Česky psaná literatura
V česky psané literatuře se objevují nové žánry (zábavná a odborná próza, světská lyrická píseň, …).

### Legendy
Legendy (vyprávění o životě a skutcích světců) byly v této době psány dvěma různými formami, jednak formou přístupnou a srozumitelnou širšímu okruhu čtenářů (Legenda o svatém Prokopu), jednak formou náročnou a notně vybroušenější, která však už tak přístupná nebyla (Život svaté Kateřiny).
- Legenda o svatém Prokopu – až na závěr je psána formou realistického životopisu. Zdůrazňuje tradici staroslověnské vzdělanosti. Líčí život sv. Prokopa, zakladatele Sázavského kláštera, od jeho narození až po smrt a dílo vrcholí posmrtným zázrakem. Základem této (již třetí prokopské legendy) je Vita maior (druhá prokopská legenda). Na rozdíl od Legendy o sv. Kateřině je jednodušší a tak přístupnější širšímu okruhu lidí.
- Život svaté Kateřiny – též Legenda o sv. Kateřině – do tohoto vyprávění o životě světice se prolínají mystické prvky. Legenda začíná líčením života královské dcery, pohanky, která se po přijetí křesťanství zasnoubila Kristu. Vstoupila ve spor s 50 pohanskými kněžími a přesvědčila je o správnosti křesťanství. Nakonec tyto kněží získá pro myšlenku křesťanství. Pro svou pevnost ve víře byla nepřáteli umučena a poté se na jejím těle zázrakem objevilo 6 barev (co barva, to lidská ctnost). Postava sv. Kateřiny byla velmi oblíbena u vyšších vrstev (především u dvora Karla IV.), stala se patronkou artistické (svobodná umění) fakulty UK.
- Legenda o svaté Dorotě – velmi ovlivněna dílem Život svaté Kateřiny, jedná se o jakousi lidovou kopii adaptovanou na jiného světce.

### Světská epika
Původní tvorba prakticky neexistuje, dochází k vytváření českých verzí německých rytířských eposů, např.:
- Vévoda Arnošt
- Tandariáš a Floribella – parafráze německého textu Tandareis und Flordibel od blíže neznámého autora tvořícího pod pseudonymem Der Pleier, česká báseň má v dochované podobě 1802 veršů, je tedy zkrácena zhruba na desetinu původního rozsahu. Na dvůr krále Artuše se dostává osiřelá indická princezna Floribella, dostává k ruce mladíka Tandariáše, oba mladí lidé se do sebe zamilují a Tandariáš dívku unese, za trest jsou od sebe odloučeni a mohou se opět vidět až poté, co svůj prohřešek odčinili.[1]
- Tristram a Izalda – rytířský epos z 2. poloviny 14. století, dochoval se ve dvou pozdních opisech z let 1449 (strahovský rukopis) a 1483 (brněnský, dříve též stockholmský rukopis). Se svými bezmála 9000 verši představuje Tristram a Izalda vůbec nejrozsáhlejší dosud známou staročeskou báseň. Jejím námětem je osudová, kouzelným nápojem vzbuzená láska rytíře Tristana (v českém textu Tristrama) a královny Izoldy (Izaldy), manželky cornwallského krále Marka. Předpokládá se, že jedním z prvních, kdo toto celoevropské téma zpracoval, byl starofrancouzský básník Chrétien de Troyes, jehož verze příběhu se však nedochovala. Český básník se při převodu do češtiny držel zejména německé verze Eilharta von Oberge, prokazatelně však čerpal též z pozdějších verzí Gottfrieda von Straßburg a Heinricha von Freiberg. V různých verzích bývá příběh různě akcentován. Český Tristram zdůrazňuje především roli Tristrama-bojovníka, zatímco např. středobodem zmíněného Gottfriedova textu je minne, kurtoazní láska). Řada literárních vědců se dnes přiklání k tezi, že autoři byli ve skutečnosti dva. Zatímco první pracoval s Eilhartovou předlohou, jeho následovník využíval všech tří výše zmíněných textů.[2]

### Světská lyrika
Rozvíjí se především milostná lyrika – tzv. svítáníčka (též alba, milostné písně, jejichž tématem je loučení milenců za svítání):
- Stratilať sem milého
- Drievo sie listem odievá
- Otep myrrhy – o duši, která touží po Ježíši Kristu; duše vystupuje jako dívka, Ježíš jako muž
- Přečekajte všie zlé stráže
- Jižť mne vše radost ostává – známá jako Závišova píseň, považuje se za umělecky nejsložitější text. Motivy se rozvíjejí a opakují, využívá se zde metafor a symbolů. Téma: autor naříká nad neoblomností své milé

### Satira
- Píseň o pravdě
- Podkoní a žák
  - satirická skladba psaná formou sporu – žák a podkoní se hádají v hospodě o tom, kdo má lepší společenské postavení a koho má společnost ve větší úctě, vše vyvrcholí rvačkou
  - oba jsou představitelem určité skupiny lidí (univerzitní student, pracující), oba chválí své zaměstnání, hádají se, kdo z nich se má lépe, a přicházejí na to, že oba si nemají mnoho co závidět
  - spor končí jejich rvačkou a zůstane de facto nevyřešený – vypravěč odchází z hostince a nechává čtenáře, aby si určil vítěze
- Píseň veselé chudiny – s ironií a vtipem vypráví o chudobě nejnižších vrstev
- Pieseň od pana Štemberka o tom, jak mělničtí měšťané zabili šlechtice, který chodil za měšťanskou dcerkou, pěknou Aničkou
- Hradecký rukopis – soubor satir z 2. poloviny 14. stol., veršovaný, autor je neznámý, rukopis byl nalezen v okolí Hradce.
  - Desatero kázanie Božie – autor, pravděpodobně z chudší vrstvy, zde útočí na všechny hříšníky. Zvláštní pozornost věnuje okrádání a šizení všeho druhu. Je to kázání proti jednotlivým hříchům – 1196 veršů, autor často používá přirovnání – viz ukázka, kde vyhrožuje příživníkům přirovnáním jejich osudu k osudu trubců v úle:
Trúp ziedá cuzé úsilé,
líbo málo, líbo velé;
a když sě léto skonává,
tehdy sě zle trúpóm stává,
že jě včely ven vypudie,
s sobú bydliti nedadie.
  - Satiry o řemeslnících a konšelích – Jedná se o 7 krátkých satir (cca 100 veršů). Autor útočí na řemeslníky (řezníky, pekaře, ševce, kováře, lazebníky a sladovníky) a na městské úředníky (konšele), vytýká jim přestupky a hrozí peklem.
  - Bajka o lišce a džbánu – autorem je neznámý měšťan. Jedná se o jedinou původní staročeskou bajku. Bajka je o lišce, která chce utopit džbán, ale sama při tom zemře.
  - Svár vody s vínem – próza
- Tkadleček – název Tkadleček vznikl z tkadlec slov; ovlivněno dílem Jana ze Žatce, rozmluva básníka, kterého opustila milá, s Neštěstím, zamýšlení se nad smyslem života, závěr: člověk nemá právo ovlivnit svůj osud
- Smil Flaška z Pardubic: alegorie Nová rada – zvířata radí lvovi, jak má vládnout; jejich ideál lva-panovníka odpovídá představě šlechty o ideálním vládci; satira na to, jak všichni šlechtici prosazují u dvora své zájmy

### Próza
Zde začala obliba vyprávění z rytířského života, tento druh literatury v Čechách vydržel až do národního obrození – knížky lidového čtení.
- Štilfríd a Bruncvík
- Trojánská kronika – někdy volně řazena i mezi rytířskou epiku, jde o zpracování příběhu Trojské války podle Homérova eposu Ilias, jenž je zasazen do středověkých podmínek, z bohů se stali čarodějové, z hrdinů rytíři,… Podle některých pramenů byla první knihou, která byla na našem území vytištěna (podle údaje v ní roku 1468 v Plzni), ale tento časový údaj bývá zpochybňován, pravděpodobně šlo o opsání data z rukopisu, nikoliv dataci vytištění.

### Drama
Vzniklo ze scének vkládaných do mše, děj se však časem vzdaluje od církve a scénky se předvádějí mimo kostel.
- Mastičkář – dochované jen ve zlomcích ve dvou různých zpracováních, jedná se o český překlad latinské velikonoční hry. Nebyl samostatnou hrou, vycházel z tzv. Her tří Marií (zachovalo se jich několik) – tj. latinsko–české hry, které představovaly tři Marie, hledající v hrobě Krista, aby ho pomazaly vonnými bylinami. Zde se jim zjevuje anděl a oznamuje jim, že Ježíš Kristus vstal z mrtvých. Postupným zesvětšťováním her se příběh rozrůstá na téměř samostatné drama.

Lze ho považovat za nejstarší české středověké drama. Hrdina příběhu je podvodný lékař – prodavač mastí (Severin), který za pomocí ženy a dvou sluhů prodává „zázračné“ masti. Děj je umístěn do prostředí typického středověkého trhu. Toto dílo je vlastně počátek grotesky, což se projevuje na jazyku (mizí vybrané vyjadřování a je nahrazeno jazykem hovorovým, místy i vulgárním = tzv. laicizace jazyka). Hra je satirická, ale neútočí na poměry, její cíl je pouze zábava.
- Další hry se zachovaly pouze ve výrazně menších zlomcích, v naprosté většině jde o hry s biblickou tematikou, ať už jde o hry pašijové (ukřižování a vzkříšení Krista), nebo hry vánoční (s námětem narození Krista).

Podkladem pro české drama se staly latinské texty evangelií o událostech spojených s Kristovou smrtí a jeho vzkříšením. Vystoupení se vzdálilo prvotním církevním obřadům, dominoval nevázaný humor, text čten lidovým jazykem, objevovaly se i na poutích (intermeca = latinské náboženské hry).